# Colomba pasquale

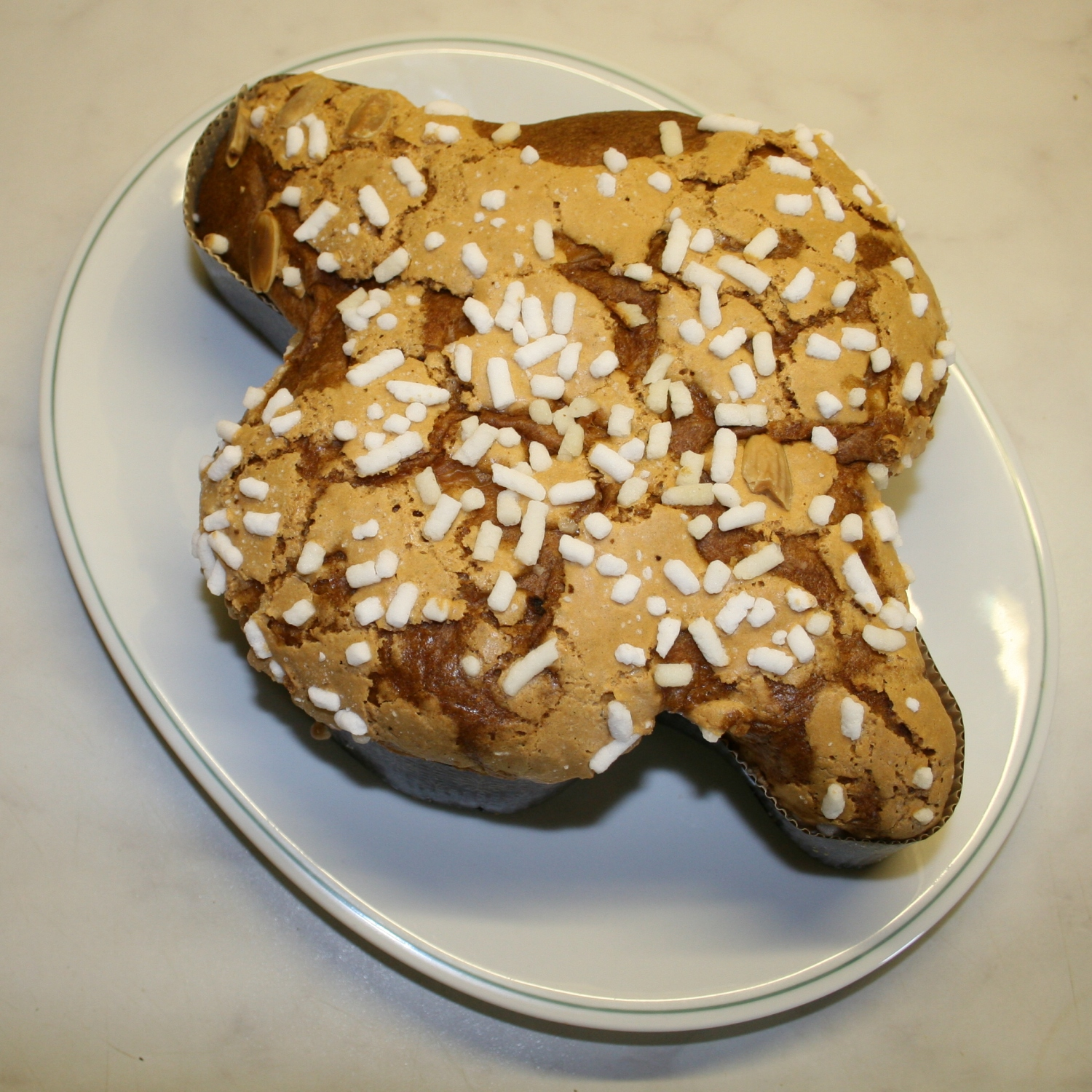
Eine Colomba pasquale

Colomba pasquale (italienisch „Ostertaube“), auch einfach Colomba („Taube“), ist die Bezeichnung eines in Italien verbreiteten Gebäcks in Form einer Taube mit gespreizten Flügeln aus Weizen-Sauerteig, der mit höchstens 1 % Hefe gelockert werden darf. Typisch für die Colomba ist die Verwendung von Mandeln, Aprikosenkernen, Haselnüssen und Cashewnüsse (fein gemahlen) sowie Orangeat und Zitronat (die beiden letzteren zu mindestens 15 %) bei der Zubereitung des Teiges und das Bestreuen mit Mandelblättchen und Hagelzucker. Die Colomba wird oft in einer feuerfesten Papierform gebacken. Sie kann eine „Flügelspanne“ von mehr als 50 Zentimetern aufweisen.
Die Colomba wird üblicherweise zum Osterfest gebacken, in vielfältigen Formen geschmückt und an Verwandte, Freunde und Bekannte verschenkt.
Wahrscheinlich wurde die Colomba vom Mailänder Dino Villani (1898–1989) erfunden, der in den 1930er Jahren als Werbefachmann für die Firma Motta arbeitete, die bereits für den Weihnachtskuchen Panettone bekannt war.